# حسن السهيل
حسن بن سهيل بن نجم بن سهيل بن عبيد بن سبهان بن صناع بن عويد التميمي ولد في عام 1890 على الأرجح في عقرقوف غرب بغداد، العراق.

## نشأته
نشأ وترعرع في كنف والده سيد تميم المطلق في العراق سهيل بن نجم بن سهيل، هو أكبر أولاد أبيه سناً وقد تلمست قبيلة بني تميم فيه منذ نعومة أظفاره دلالات القيادة البارعة، فقد كان فارساً لا يشق له غبار اشترك في مواجهة الاحتلال الإنجليزي للعراق وكان يقود فرسان بني تميم في حربهم ضد القوات الإنجليزية شأن تميم في ذلك شأن القبائل العربية الكبرى..
عندما حمي وطيس المعارك انسحبت القبائل العربية أمام زحف الآلة العسكرية الحديثة قام الشيخ "حسن السهيل" بإنقاذ الجرحى من ساحة المعركة رغم خطورة هذه المهمة وسقوطهم في الأرض الحرام وفي عودته أبى أن يعود إلا إذا أنقذ "دلال الحميدي" التي بقيت في المعسكر العربي حتى لا يهنأ المحتلون بدلال القهوة العربية لما يحمله مثل هذا الأمر من دلالة. قد سقط تحته في هذه المهمة فرسين وتم الإنقاذ وكان أمراً تناقلته العرب بالثناء والإعزاز..
منذ قيام الدولة العراقية وتولي الملك فيصل بن الحسين الهاشمي ملك العراق انخرط الشيخ حسن السهيل في تعزيز دور قبيلة بني تميم في الحياة السياسية فقد كان رئيساً لكتلة القبائل العربية في البرلمان العراقي وبدء في محاولات جاهدة لتوطين قبيلة بني تميم ونقلهم من حياة البداوة إلى الحياة الحضرية الأكثر استقراراً وشجع الكثير منهم على التعلم ووزع الأراضي التي اشتراها من ماله الخاص على رجال قبيلته، وكانت له صولات وجولات في البرلمان العراقي وعرف بأسلوبه المتميز في طرح قضاياه بأسلوب دبلوماسي لا يسيء إلى أحد وقد كان له دور بارز في حل الخلافات بين القبائل العربية وكان من أهمها دوره في انهاء النزاع بين قبيلتي شمر والعبيد الذي عقد لأجله مؤتمراً للصلح في قصره في أبو غريب عقرقوف وجمع لأجله معظم رؤساء القبائل في العراق ونجد ومصر حتى كلل المؤتمر بالنجاح. زاره الشاعر الهندي الكبير طاغور في مضارب بني تميم في عام 1930م وزاره الكتاب والعلماء في قصره ومنهم الكاتب أحمد حسن الزيات، ثم زاره في مضارب بني تميم أمير قطر الشيخ علي بن عبد الله بن قاسم آل ثاني التميمي في عام 1955م ثم زاره ملك الأردن عبد الله الأول بن الحسين والرئيس اللبناني بشارة الخوري عام 1947م.
زاره الرئيس التركي جلال بايار، وزاره في عام 1939م ولي العهد السويدي ونقل له تحيات ملك السويد كما زاره في مضارب بني تميم الملك فهد بن عبد العزيز آل سعود يوم أن كان وزيراً للمعارف. قام الشيخ حسن آل سهيل بزيارة الكثير من دول العالم في زيارات رسمية وكان أهمها زيارته إلى دولة قطر في عام 1956م رداً على زيارة الشيخ علي بن عبد الله أمير البلاد وزار لبنان وحل ضيفاً على رئيسها وزار المملكة العربية السعودية ضيفاً على الملك سعود بن عبد العزيز حيث انهى فريضة الحج وتفقد العمارة السعودية للمسجد الحرام والمسجد النبوي. زار الجمهورية التركية على عهد الرئيس جلال بايار وحل ضيفاً على الشعب والحكومة التركية. زار مصر ضيفاً على الملك فاروق في عام 1945م وزار الكويت في عهد الأمير عبد الله السالم الصباح وفي استقبال الشيخ حسن السهيل عزف السلام الوطني الكويتي والملكي العراقي واستعرض الشيخ حسن حرس الشرف الذي اصطف لتحيته.
أما علاقاته مع الأسرة الهاشمية الحاكمة في العراق فقد كانت متميزة وقد أسهب المؤرخون وأطنبوا في ذكر الشيخ حسن السهيل فقد ذكر حمد الحقيل في كتابه "كنز الأنساب" أن أكثر فرق بني تميم في العراق زعيمهم العام بن سهيل إشارة إلى الشيخ حسن السهيل وذكر الأزهري قائلاً اتصل أخي الاستاذ عبد الله المزروع بفخر بني تميم وزعيمهم في العراق "حسن السهيل" فارشده إلى أراضي جدول أبو غريب ومناطق عقرقوف والتي تسكنها الآن عدة بطون من قبيلة بني تميم وذلك في كتابه "بنو تميم ومكانتهم في الأدب والتاريخ" وذكر السيد حسين حسن مؤلف كتاب "أعلام تميم" أن بني تميم في العراق قبيلة معروفة المكانة قديماً وحديثاً إلا أنها متفرقة في أنحاء مختلفة من العراق لم تكم لهم صولة معروفة في حياة العراق الحديث حتى أيام الشيخ "حسن السهيل" الذي سعى جاهداً مخلصاً لرفع مكانتهم واظهار منزلتهم بين سكان العراق وخارجه وتمكن أن يجمع ما تفرق من شملهم ويوحد كلمتهم وجموعهم. وفي أيامه والكلام للمؤلف ونظراً للمكانة والنفوذ الذان يتمتع بهما تم تخطيط وتثبيت الحدود بين ديار بني تميم وزوبع في منطقة أبو غريب عام 1918م وكان للشيخ حسن السهيل مضارب بني تميم شمال غرب بغداد يستقبل فيها أهل الفضل والمكانة من أهل العراق والزائرين من البلاد العربية والدول الأجنبية. أما في "أعلام العراق الحديث" الجزء الأول فقد ذكر الشيخ "حسن السهيل" أنه من مشاهير رؤساء القبائل لأهمية أسرته التميميه بين القبائل ولماله من قابلية ومرونة عرف بهما في الأزمات.
للأمير حسن عدد من الأبناء أكبرهم الشيخ "نايف" ثم الشيخ "عبد الوهاب" والشيخ "سعد" والشيخ "عباس" والشيخ "صباح".
توفي الشيخ حسن السهيل في 17 ديسمبر 1957 على عهد الملكية في العراق وأعلن الحداد في جميع أنحاء العراق لسبعة أيام وتولى بعده المشيخة ابنه الشيخ "عبد الوهاب السهيل" إلى أن توفاه الله في عام 1980م ثم تولى الزعامة الشيخ "حامد بن محمد بن سهيل" واستمر في الزعامة وتوفي في 31 ديسمبر 2006.